# 汇顶科技
汇顶科技股份有限公司（英語：Goodix Technology, Inc；上交所：603160）是中国的一家跨国科技公司，成立于2002年，是一家基于芯片设计和软件开发的整体应用解决方案提供商，目前主要面向智能终端、物联网及汽车电子领域。
华为、小米、oppo、vivo等手机厂商均采用汇顶科技的指纹识别方案。

## 奖项
- 2020年5月13日，汇顶科技名列2020福布斯全球企业2000强榜第1977位[4]

- 2020年6月18日，汇顶科技以990亿元人民币价值位列《2020胡润中国芯片设计10强民营企业》第2名[5]

- 2020年6月，汇顶科技入选《2020福布斯中国最具创新力企业榜》[6]